# 5054 Keil
5054 Keil è un asteroide della fascia principale. Scoperto nel 1986, presenta un'orbita caratterizzata da un semiasse maggiore pari a 2,4541804 UA e da un'eccentricità di 0,1469223, inclinata di 7,46770° rispetto all'eclittica.